# Brandon Pettigrew
 (décembre 2019).
Pour les articles homonymes, voir Pettigrew.
(en) Statistiques sur pro-football-reference
Brandon Pettigrew, né le 23 février 1985 à Tyler au Texas, est un américain, joueur professionnel de football américain au poste de tight-end en National Football League (NFL).
Étudiant à l'université d'État de l'Oklahoma, il y joue avec les Cowboys d'Oklahoma State.
Il est ensuite sélectionné en 20e choix global lors du premier tour de la draft 2009 de la NFL par la franchise des Lions de Détroit. Il est le second joueur sélectionné par les Lions lors de cette draft après le quarterback Matthew Stafford lequel avait été sélectionné en tout 1er choix. Il est également le premier tight-end choisi lors de cette draft.